# Queen's Club Championships 1972
Queen's Club Championships 1972, також відомий за назвою спонсора як Rothmans London Трава Court Championships, - чоловічий і жіночий тенісний турнір, що проходив на кортах з трав'яним покриттям Queen's Club у Лондоні (Велика Британія). Належав до Commercial Union Assurance Grand Prix 1972 і Virginia Slims Circuit 1972. Тривав з 19 червня до 24 червня 1972 року. У півфіналі чоловічих змагань в одиночному розряді 44-річний Панчо Гонсалес вів сет проти Джона Пейша коли його дискваліфікував рефері турніру через суперечки щодо зміни судді на лінії. Джиммі Коннорс і Кріс Еверт здобули титул в одиночному розряді.

## Фінальна частина

### Одиночний розряд, чоловіки
Джиммі Коннорс —  Джон Пейш 6–2, 6–3
- Для Коннорса це був 1-й титул за рік і 1-й — за кар'єру.

### Одиночний розряд, жінки
Кріс Еверт —  Карен Крантцке 6–4, 6–0
- Для Еверт це був 3-й титул за сезон і 7-й — за кар'єру.

### Парний розряд, чоловіки
Джим Макманус /  Джим Осборн —  Юрген Фассбендер /  Карл Майлер 4–6, 6–3, 7–5
- Для Макмануса це був 2-й титул за сезон і 4-й - за кар'єру. Для Осборна це був 2-й титул за сезон і 5-й - за кар'єру.

### Парний розряд, жінки
Розмарі Казалс /  Біллі Джин Кінг —  Бренда Кірк /  Пат Вокден 5–7, 6–0, 6–2
- Для Касалс це був 4-й титул за сезон і 14-й — за кар'єру. Для Кінг це був 3-й титул за сезон і 37-й — за кар'єру.